# فهد البلوشي
فهد البلوشي لاعب كرة قدم كويتي سابق، لعب لنادي اليرموك لعدة مواسم. وانتهى مشواره الرياضي بالإصابة التي أبعدته عن الكرة. بدأ بلعب كرة القدم بنادي اليرموك من عام 1981 إلى 1994. ومثل منتخب الكويت للناشئين عام 1986 في تصفيات كأس آسيا. لعب أول مباراة بالفريق الأول لنادي اليرموك عام 1987 ضد نادي القادسية بقيادة اللاعب الدولي فيصل الدخيل. تولى مهنة الاشراف في نادي اليرموك لعده فرق منذ عام 1995.
```
وحصل خلال عمله كإداري لفريق 17 سنه على بطولة الدوري موسم 2003
```

عمل مدربا لفريق الصالات بنادي اليرموك لمدة 4 مواسم خلال بطولات شوت للصالات وحصل على البطولة موسم 2000 والمركز الثالث 2004
وخلال عمله كإداري مع فريق الصالات لمدة 3 مواسم حصل على بطولة الدوري 
موسمي 2011 و 2012
وبطولة كاس السوبر موسمي 2012 و 2013
وفي بطولة كأس الاتحاد حصل على الثالث موسم 2011
والمركز الثاني 2013